# Laheküla (Muhu)
Koordinaten: 58° 34′ N, 23° 13′ O
Laheküla (bis 1977 Lahe) ist ein Dorf (estnisch küla) auf der drittgrößten estnischen Insel Muhu. Es gehört zur gleichnamigen Landgemeinde (Muhu vald) im Kreis Saare (Saare maakond).
Der Ort hat 17 Einwohner (Stand 31. Dezember 2011).